# Ehrwald
Ehrwald é um município da Áustria, situado no distrito de Reutte, no estado do Tirol. Tem 49,32 km² de área e sua população em 2019 foi estimada em 2.585 habitantes.